# Взрыв автобуса с командой «Боруссия» (Дортмунд)
11 апреля 2017 года автобус немецкой футбольной команды «Боруссия» был атакован придорожными бомбами в немецком городе Дортмунд. Три бомбы взорвались, когда автобус доставил команду на стадион «Сигнал Идуна Парк» на первый четвертьфинал розыгрыша Лиги чемпионов 2016/17 против «Монако». Один из игроков команды, Марк Бартра и полицейский были ранены, но усиленные окна автобуса предотвратили тяжелые ранения и жертвы.
21 апреля 2017 года дортмундская полиция арестовала человека по подозрению в закладке бомб, чтобы снизить стоимость акций «Боруссии» и заработать на варрантах на продажу акций, которые он купил перед нападением.

## Ход событий
Автобус дортмундской «Боруссии» был атакован тремя самодельными бомбами, когда направлялся на стадион «Сигнал Идуна Парк» в Дортмунде. Бомбы были спрятаны в живой изгороди у дороги и взорвались примерно в 19:15 по местному времени (17:15 по всемирному координированному времени). Они были набиты острыми металлическими булавками и имели радиус действия около 100 метров. Основываясь на типе использованного детонатора и взрывчатого вещества, власти Германии предположили, что это была «террористическая причастность». В бомбах использовались военные детонаторы, а взрывчатка могла быть из военных запасов. Испанский футболист и игрок дортмундской «Боруссии» Марк Бартра был ранен осколками стекла из разбитого окна автобуса; его доставили в ближайшую больницу, где немедленно прооперировали его правое запястье. Полицейский получивший ранения в результате взрыва, сопровождал автобус на мотоцикле. Считается очень вероятным, что без прочных стёкол автобуса, были бы массовые жертвы.
В то время автобус ехал на первый матч четвертьфинального матча Лиги чемпионов против «Монако» на дортмундский стадион «Сигнал Идуна Парк». Матч был перенесен на следующий день, «Боруссия» проиграла со счётом 2:3.

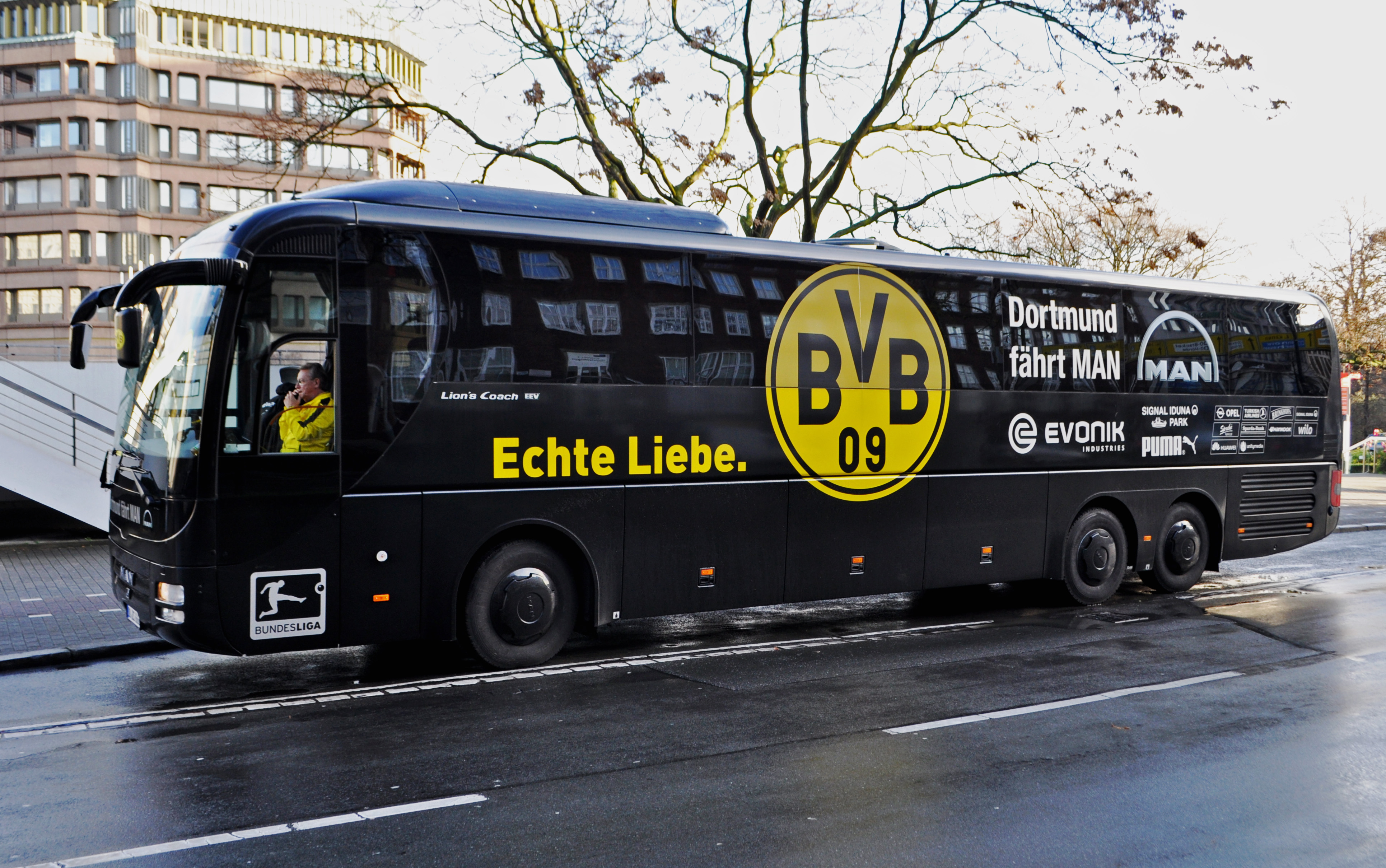
Командный автобус «Боруссии» за 2 года до взрыва

## Расследование
Немецкая полиция и государственные юристы расценили взрыв как попытку убийства и спланированное нападение на игроков дортмундской «Боруссии». Было предъявлено три заявления об ответственности: одно оставлено на месте происшествия с заявлением об исламистских мотивах, другое размещено в Интернете с заявлением об «антифашистских» мотивах(что было сочтено фальшивым) и третье было отправлено в газету, утверждая, что нападавшие придерживались крайне правых мотивов. Федеральная прокуратура Германии изначально назвала нападение террористическим актом с возможной причастностью исламистов. Министр внутренних дел земли Северный Рейн-Вестфалия назвал нападение «профессиональным». Полиция расследовала, было ли это нападением исламистов, крайне левых или крайне правых. По сообщениям тогдашних немецких СМИ, следователи также рассмотрели вопрос о том, стоит ли за террористическим актом иностранная служба безопасности.

### Заявления об ответственности
Было три разных заявления об ответственности. Первое заявление было найдено в трех одинаковых письмах, оставленных на месте происшествия. В письмах говорилось, что это нападение было возмездием за военное вмешательство Германии против Исламского государства (ИГИЛ) в Ираке и Сирии и она обвинялось в убийстве мусульман. ИГ потребовал закрыть военную базу США «Рамштайн» и вывести немецкие самолеты «Торнадо» из Сирии. Террористы также угрожали дальнейшими нападениями на немусульманских знаменитостей в Германии, если требования не будут выполнены. Письма были сочтены необычными, поскольку предыдущие атаки ИГИЛ в Европе не сопровождались такими признаниями. В отличие от предыдущих видеообъявлений об ответственности, письма были адресованы непосредственно канцлеру Германии и не имели религиозного обоснования, логотипа ИГИЛ или подписи. Позднее немецкие газеты сообщили, что следователи «серьезно сомневаются» в подлинности писем, и предположили, что они, возможно, были написаны для того, чтобы подставить исламистов.
Ещё одно заявление было размещено на сайте IndyMedia с открытой публикацией. Первоначально были заявления о том, что в группы сторонников «Боруссии Дортмунд» проникли сторонники неонацизма, которые вначале, как считали люди, могли привести к терактам. В нём говорилось, что нападение было совершено, потому что «Боруссия Дортмунд» предприняла недостаточное количество мер против расистов и нацистов, которые, как полагают, имеют некоторое участие в группах сторонников клуба. Заявление было расценено как поддельное, полиция также сочла его поддельным.
Через несколько дней в немецкую газету «Der Tagesspiegel» было отправлено третье заявление об ответственности, в котором намекали на крайне правые мотивы. Анонимное электронное письмо восхваляло Адольфа Гитлера и подвергало нападкам мультикультурализм, добавляя, что это нападение было «последним предупреждением». Пресс-секретарь федеральной прокуратуры заявила, что дело расследуется. В письме также содержалась угроза очередного нападения на протестующих, планирующих демонстрацию против партийной конференции «Альтернативы для Германии» в Кельне 22 апреля. Полиция также рассмотрела возможность того, что нападение было совершено ультраправыми с целью спровоцировать ответную реакцию против мусульман.

### Подозреваемые
На начальном этапе расследования полиция установила двух подозреваемых и арестовала одного из них. Квартиры обоих подозреваемых подверглись обыску. Задержанным подозреваемым был иракский иммигрант, проживавший в Вуппертале, которого подозревали в принадлежности к исламистскому экстремизму. Полиция полагала, что он возглавлял подразделение организации ИГИЛ в Ираке, которое занималось убийствами, похищениями, контрабандой и вымогательством. Однако позже полиция пришла к выводу, что он не несет ответственности за взрыв в Дортмунде.
21 апреля 2017 года федеральный прокурор ФРГ объявил, что арестован 28-летний гражданин России и Германии, идентифицированный как Сергей Венергольд, по подозрению в 20-кратном покушении на убийство, вызванном незаконным подрывом взрывчатки и нанесением побоев при отягчающих обстоятельствах. Мужчина останавливался в отеле футбольной команды «Боруссия». Он заложил взрывчатку вдоль дороги, где автобус команды отправлялся на стадион. Во время регистрации он выбрал комнату с окном, выходящим на дорогу, чтобы он мог дистанционно вызвать взрыв, когда автобус проезжал мимо. Выяснилось, что в день нападения он купил варранты на сумму в 78 000 евро в инвестиционном банке, используя подключение к Интернету в своем гостиничном номере. Они принесли бы ему большую прибыль до 3,9 млн евро, если бы цена акций «Боруссии» резко упала после успешной атаки, но она упала только на 5 % после атаки, а затем восстановилась. Необычная транзакция вызвала подозрения в отмывании денег у сотрудников банка, побудив их предупредить власти и передать им личность Венергольда, что привело к его аресту. Полиция также сообщила, что подозреваемый оставил на месте преступления письма, чтобы обвинить исламских террористов в нападении. The Atlantic подвергла критике общественность за поспешные выводы в организации теракта исламскими экстремистами, несмотря на то, что власти оспаривают достоверность писем, и заявила, что подозреваемый принадлежит к новой категории экстремизма, которую они назвали «терроризм с целью наживы», The Guardian назвал это «террором, подпитываемым финансовой жадностью».

### Обвинение
Сергею Венергольду было предъявлено обвинение по 28 пунктам обвинения в покушении на убийство. На суде он признался, что научился делать бомбу с помощью сайта, найденного в Google. Он также сказал, что намеренно вложил в бомбу меньше материалов, чем предлагал сайт, чтобы не убить их. В своей атаке он применил три самодельные бомбы. Марк Бартра, защитник «Боруссии», дал показания на суде над Сергеем и сказал, что опасался за свою жизнь, когда взорвалась бомба и он получил травму. Бартра во время нападения получил перелом запястья и после нападения ему пришлось провести пять дней в больнице. Сергей пытался извиниться перед Бартрой во время суда, однако Бартра не принял извинения нападавшего, поскольку он обсуждал, как его жизнь изменилась после взрыва командного автобуса. Немецкие прокуроры в суде утверждали, что Венергольд должен быть приговорен к пожизненному заключению за свои действия. Венергольд утверждал, что он не собирался никого убивать своей атакой, но прокуратура утверждала, что это неправда и что он намеревался убить как можно больше дортмундцев. В ноябре 2018 года Сергей Венергольд был приговорен к 14 годам лишения свободы за атаку на командный автобус «Боруссии».

## Последствия
Матч был перенесен на следующий день в 18:45 по местному времени (16:45 UTC), в котором «Монако» победило со счетом 3:2. В то время как «Боруссия Дортмунд» хотела, чтобы игра была отложена более чем на один день, УЕФА настаивал на том, чтобы игра была сыграна в любом случае, иначе «Боруссии» пришлось бы получить техническое поражение. Посоветовавшись с игроками, генеральный директор «Боруссии Дортмунд» Ханс-Йоахим Ватцке объявил, что команда согласилась на игру. Однако главный тренер «Боруссии» Томас Тухель публично пожаловался на то, что это решение было им навязано. Есть мнение, что эта ссора стала началом конца срока пребывания Тухеля на посту тренера «Боруссии», несмотря на победу команды в Кубке Германии в конце сезона. Болельщики «Монако» и «Боруссии» объединились после взрыва. Многие фанаты «Боруссии», немцы и местные отели предлагали фанатам «Монако» бесплатную еду и места для ночлега. Канцлер Германии Ангела Меркель выразила ужасную реакцию на нападение. Коллектив «Боруссии» и бывший футболист Лотар Маттеус раскритиковали краткосрочное планирование УЕФА.